# Stangheck
Stangheck (tiếng Đan Mạch: Stangled) là một đô thị thuộc huyện Schleswig-Flensburg, trong bang Schleswig-Holstein, nước Đức. Đô thị Stangheck có diện tích 10 km², dân số thời điểm 31 tháng 12 năm 2006 là 244 người.